# Jack Champion
Jack Champion (* 16. November 2004) ist ein US-amerikanischer Filmschauspieler.

## Leben
Jack Champion wurde 2004 geboren. Er tritt seit 2015 als Schauspieler in Erscheinung und war seither in mehr als einem Dutzend Produktionen wie zum Beispiel in Die Bestimmung – Insurgent zu sehen.
In dem Film Avatar: The Way of Water (2022) von James Cameron übernahm er in der Rolle des Filmziehsohns von Sam Worthington und Zoe Saldana namens Miles „Spider“ Socorro. In der Tragikomödie Everything’s Going to Be Great von Jon S. Baird ist Champion in der Rolle des Filmsohns von Bryan Cranston und Allison Janney zu sehen.

## Filmografie (Auswahl)
- 2015: Die Bestimmung – Insurgent (The Divergent Series: Insurgent)
- 2016: Where Are You, Bobby Browning?
- 2017: Extraordinary
- 2017: Message in a Bottle
- 2018: The Night Sitter
- 2019: Avengers: Endgame
- 2022: Avatar: The Way of Water
- 2023: Scream VI
- 2023: Retribution
- 2024: Freaky Tales
- 2025: Everything’s Going to Be Great